# Pavla Vošahlíková
Pavla Vošahlíková (ur. 20 marca 1951 w Pradze, zm. 5 października 2024) – czeska historyk. Specjalizowała się w historii czeskiej przełomu XIX i XX wieku.

## Życiorys
Studia z zakresu historii i filozofii ukończyła na Wydziale Filozoficznym Uniwersytetu Karola w Pradze, później została zatrudniona w Instytucie Historii Czechosłowackiej i Powszechnej Czechosłowackiej Akademii Nauk (dzisiejszy Instytut Historii Czeskiej Akademii Nauk). Przez pięć lat kierowała wydawnictwem Nakladatelství HÚ. Była także przewodniczącą rady naukowej instytutu.
Była zatrudniona jako wykładowca eksternistyczny na Politechnice Czeskiej w Pradze, a także prowadziła kursy na Wydziale Nauk Społecznych i Wydziale Filozoficznym UK. Ukończyła szereg staży za granicą (Niemcy, Austria, Wielka Brytania).
Jako kierownik działu biograficznego HÚ stała na czele projektu, którego owocem stał się Biografický slovník českých zemí (Słownik Biograficzny Ziem Czeskich). Od 2012 wchodziła w skład Rady Naukowej Polskiego Słownika Biograficznego.
Należała do kilku towarzystw naukowych i rad redakcyjnych. Zajmowała się również popularyzacją nauki, m.in. we współpracy z nadawcami Český rozhlas i Česká televize.

## Wybrana twórczość
- Slovenské politické směry v období přechodu k imperiaIismu. Praga: Academia, 1979.
- Československá sociální demokracie a Národní fronta. Praga: Academia, 1985.
- Jak se žilo za časů Františka Josefa I. Praga: Svoboda, 1996.
- Zlaté časy reklamy. Praga: Karolinum, 1999.
- Cesty k samostatnosti. Portréty žen v éře modernizace. Praga: Historický ústav, 2010. (z J. Martínkem i kol. autorów)
- Rákoska v dílně lidskosti. Česká škola v 19. století očima účastníků. Praga: Academia, 2016.